# Sergio Maciel
Sergio Silvano Maciel (Gregorio de Laferrere, 7 dicembre 1965 – Isidro Casanova, 4 agosto 2008) è stato un calciatore argentino, di ruolo attaccante.